# Алисон
Алисон (англ. Alison) — шотландский род, к которому принадлежат многие известные и за границею Шотландии люди.
Архибальд Алисон родился в Эдинбурге 13 ноября 1757 года, получил образование в Глазго и Оксфорде, в 1784 году рукоположён во священники епископальной церкви, в 1790 был настоятелем в Кенли в Шропшире, но в 1797 возвратился в качестве проповедника в Эдинбург, где и умер 17 мая 1839 года. Его «Essay on the nature and principles of taste» (Эдинбург, 1790; 2-е изд., 1811) имеет как философское сочинение большие недостатки, но отличается прекрасным языком, точно так же как и его «Sermons» (2 т., Эдинбург, 1814).
Сэр Архибальд Алисон, сын предшествующего, родился 29 декабря 1792 года в Кенли, воспитывался в Эдинбурге. Он изучал там юридические науки, сделался в 1814 году адвокатом и во время присутствия союзников посетил Париж. За этим первым выездом, описанным им в «Travels in France» (Эдинбург, 1816), последовали более обширные путешествия во все части материка. Тем временем он снискал себе почетное имя как юрист своими «Principles of the criminal law of Scotland» (Эдинбург, 1832) и «Practice of the criminal law» (Эдинбург, 1833), которые сделались руководствами для шотландской судебной практики; с 1822 до выхода в отставку министерства Веллингтона (1830) он исполнял должность коронного прокурора (Advocate Deputy) при верховном суде в Эдинбурге и в 1834 сделан шерифом ланкарширским. Его известность за границею основывается на «History of Europe from the commencement of the French Revolution to the restoration of the Bourbons» (10 т., Эдинбург, 1833—42; 10-е изд. в 14 т., Эдинбург и Лондон, 1861). Это сочинение было переведено не только на немецкий и французский, но даже и на индостанский и арабский языки (Мальта, 1845). Алисон, как строгий и последовательный тори, порицает в нём все демократические реформы как пагубный плод революционного духа. С той же точки зрения он обсуждал в «Blackwoods Magazine» все выходящие из ряда происшествия современной истории, а также важнейшие политико-экономические вопросы времени. Избранные статьи отсюда собраны под заглавием «Essays» (3 т., Эдинбург, 1850). Кроме того, ему принадлежат: «Principles of population» (1841), где он опровергает теорию Мальтуса; «England in 1815 and 1845, or a sufficient and contracted currency» (Эдинбург, 1845); «The Life of the Duke of Marlborough» (Эдинб., 1847, 3-е изд., 1855); «History of Europe from the fall of Napoleon to the accession of Louis Napoleon» (2-е изд., 8 т., Эдинбург, 1863—65), которое должно было служить продолжением его главного сочинения, но вышло во всех отношениях слабейшею компиляциею; «Lives of lord Castlereagh and sir Charles Stewart» (3 т., Эдинбург и Лондон, 1862). Алисон получил в 1852 году титул баронета и умер 23 мая 1867 года в своем поместье Поссельгауз близ Глазго.
Вторым баронетом был его сын, сэр Архибальд Алисон, родился в Эдинбурге 21 января 1862 года. Получив образование в Глазго и Эдинбурге, он поступил в военную службу, участвовал в Крымском походе и сопровождал в 1857 году лорда Клайда, когда он был во время Ост-Индского восстания назначен главнокомандующим английскою армиею в Ост-Индии. В конце похода, потеряв при освобождении Лукно руку, он произведен в подполковники; в 1873 и 74 гг. он, как начальник европейских полков, участвовал под начальством сэра Гарнета Уольслея в походе против ашантиев. В 1869 году он издал сочинение «On army organisation».
Уильям Пельтени Алисон, брат первого баронета, был врачом и профессором практической медицины в Эдинбурге. Он был таким же строгим консерватором, как его брат, но пользовался почётом и у противной партии за свои общеполезные стремления. Он был противником существующей денежной системы и законодательства о бедных и в «Dissertation on the reclamation of waste lands and their cultivation by crofthusbandry» (Эдинбург, 1850) предлагал хозяйство в небольших поместьях, колонизацию незаселенных пространств бедными, приговоренными преступниками и т. п. Из его медицинских сочинений заслуживают внимания «Outlines of physiology» (3-е изд., Эдинбург, 1839) и «Outlines of pathology and practice of medicine» (Эдинбург, 1848). В 1855 году он по болезненности оставил кафедру и умер в 1859 году.
К другому роду принадлежит Александр Алисон, родился в 1812 году в Лейхе; сначала занимался торговлей, а с 1838 управлял громадными железными заводами в шотландских графствах Ланаркшир и Эршир. Оставив в 1844 году деловые занятия, он предпринимал обширные путешествия по Европе и Азии, несколько раз выступал на литературное поприще и в 1861 году избран президентом Church Reformation Society, имевшей целью пересмотр 39 статей (см. Англиканская церковь). Он написал, «Phylosophy and history of civilisation» (Лондон, 1860); «The improvement of society»; «The protestant and catholic churches compared and criticised».